# Caesiumhydroxid
Caesiumhydroxid, CsOH, ist das Hydroxid des Caesiums. Es ist in wässriger Lösung eine der stärksten Basen.

## Gewinnung und Darstellung
Caesiumhydroxid entsteht neben Wasserstoff bei der äußerst heftigen Reaktion (Explosionsgefahr) von Wasser mit Caesium:
{\displaystyle {\ce {2Cs + 2H2O -> 2CsOH + H2 ^}}}
Eine weitere Synthesemöglichkeit ist durch die Reaktion von Caesiumoxid mit Wasser gegeben.
{\displaystyle {\ce {Cs2O + H2O -> 2CsOH}}}
Während der Vermischung können heftige Reaktionen auftreten.
Analog zum Rubidiumhydroxid ist auch das Caesiumhydroxid über das Sulfat zugänglich:
{\displaystyle {\ce {Cs2SO4 + Ba(OH)2 -> 2 CsOH + BaSO4}}}
Das entstehende Bariumsulfat fällt quantitativ aus und die Caesiumhydroxidlösung kann nach der Filtration vorsichtig zunächst über Kaliumhydroxid in einer Platin-Schale eingeengt werden, bis sich das Salz abscheidet. Dieses wird schließlich in einem Silber-Schiffchen im trockenen Wasserstoff-Strom langsam auf 300 °C erhitzt.

## Eigenschaften
Wässrige Lösungen von Caesiumhydroxid reagieren stark basisch und ätzen Glas. Caesiumhydroxid kristallisiert orthorhombisch, Raumgruppe Cmcm (Raumgruppen-Nr. 63), mit den Gitterparametern a = 4,35 Å, b = 11,99 Å und c = 4,516 Å. In der Kristallstruktur wird jedes Caesium-Kation von fünf Hydroxid-Anionen koordiniert, die Anionen koordinieren ihrerseits fünf Caesium-Ionen, so dass sich eine Schichtstruktur ergibt. Es sind auch Hydrate des Caesiumhydroxids bekannt. Das Monohydrat kristallisiert tetragonal, Raumgruppe I41/amd (Nr. 141). Es sind auch hexagonale Formen des Monohydrats beobachtet worden. 
Das Dihydrat, Cs(OH)·2 H2O kristallisiert orthorhombisch, Raumgruppe Pca21 (Nr. 29). Das Trihydrat ist monoklin mit der Raumgruppe P21/n (Nr. 14, Stellung 2).

## Verwendung
Die Caesiumlauge ist eine hochwertige Base zur katalytischen Alkinylierung von Aldehyden und Ketonen.
Caesiumhydroxid wird als Elektrolyt in galvanischen Zellen verwendet.